# Soporte vital

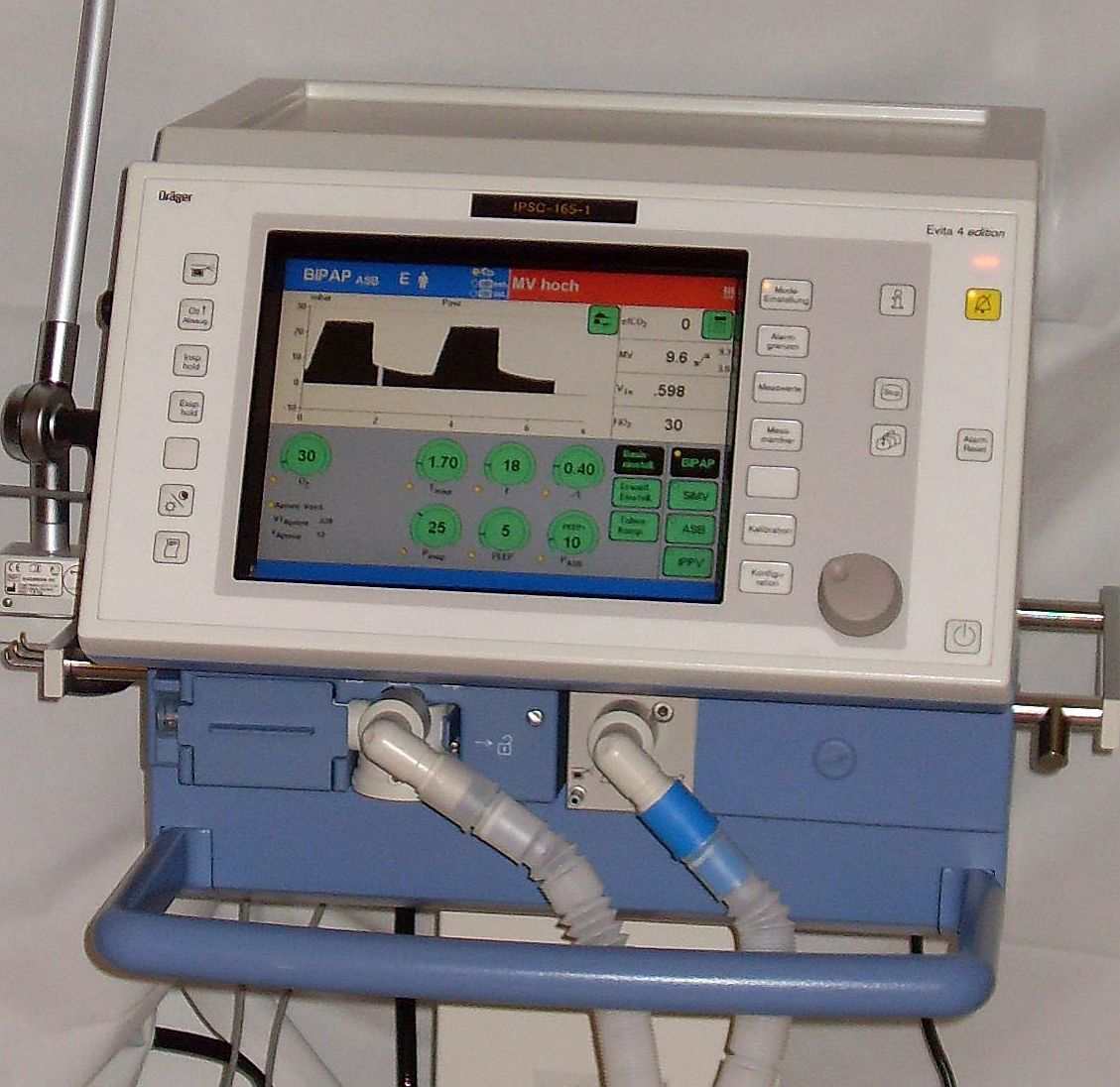
Ventilador mecánico de una UCI

El soporte vital o apoyo vital se refiere a las técnicas y tratamientos de emergencia realizadas en una situación de urgencia médica para mantener la vida del paciente tras el fallo de uno o más órganos vitales. Los médicos, enfermeros (avanzado) y técnicos de emergencias sanitarias (básico) son los encargados de realizar los procedimientos de soporte vital. Sin embargo el soporte vital básico a veces se proporciona en el lugar de la emergencia por parte de familiares o viandantes antes de la llegada de los servicios de emergencia. En el caso de fallo cardíaco, la reanimación cardiopulmonar es iniciada por las personas cercanas al paciente el 25% de las veces. Las técnicas de soporte vital básico, como la realización de la RCP en una víctima de paro cardíaco pueden duplicar o incluso triplicar esa posibilidad de supervivencia del paciente. Otros tipos de soporte vital básico incluyen proporcionar respiración en caso de asfixia, parar una hemorragia o el uso de un desfibrilador externo automático.
El propósito de soporte vital básico (SVB) es salvar vidas en diferentes situaciones que requieren atención médica inmediata. Estas situaciones pueden incluir, pero no están limitados a, paro cardíaco, accidente cerebrovascular, ahogamiento, asfixia, lesiones accidentales, reacciones alérgicas, quemaduras leves, hipotermia, complicaciones en el parto, sobredosis de drogas en situaciones leves y la intoxicación por alcohol. La emergencia más común que requiere soporte vital básico es la hipoxia cerebral, la falta de oxígeno en el cerebro debido al corazón o insuficiencia respiratoria. Una víctima de la hipoxia cerebral puede morir dentro de 8-10 minutos y sin procedimientos de soporte vital básico. El soporte vital básico es el nivel más bajo de la atención de emergencia, seguido de soporte vital avanzado y cuidados críticos.

## Técnicas

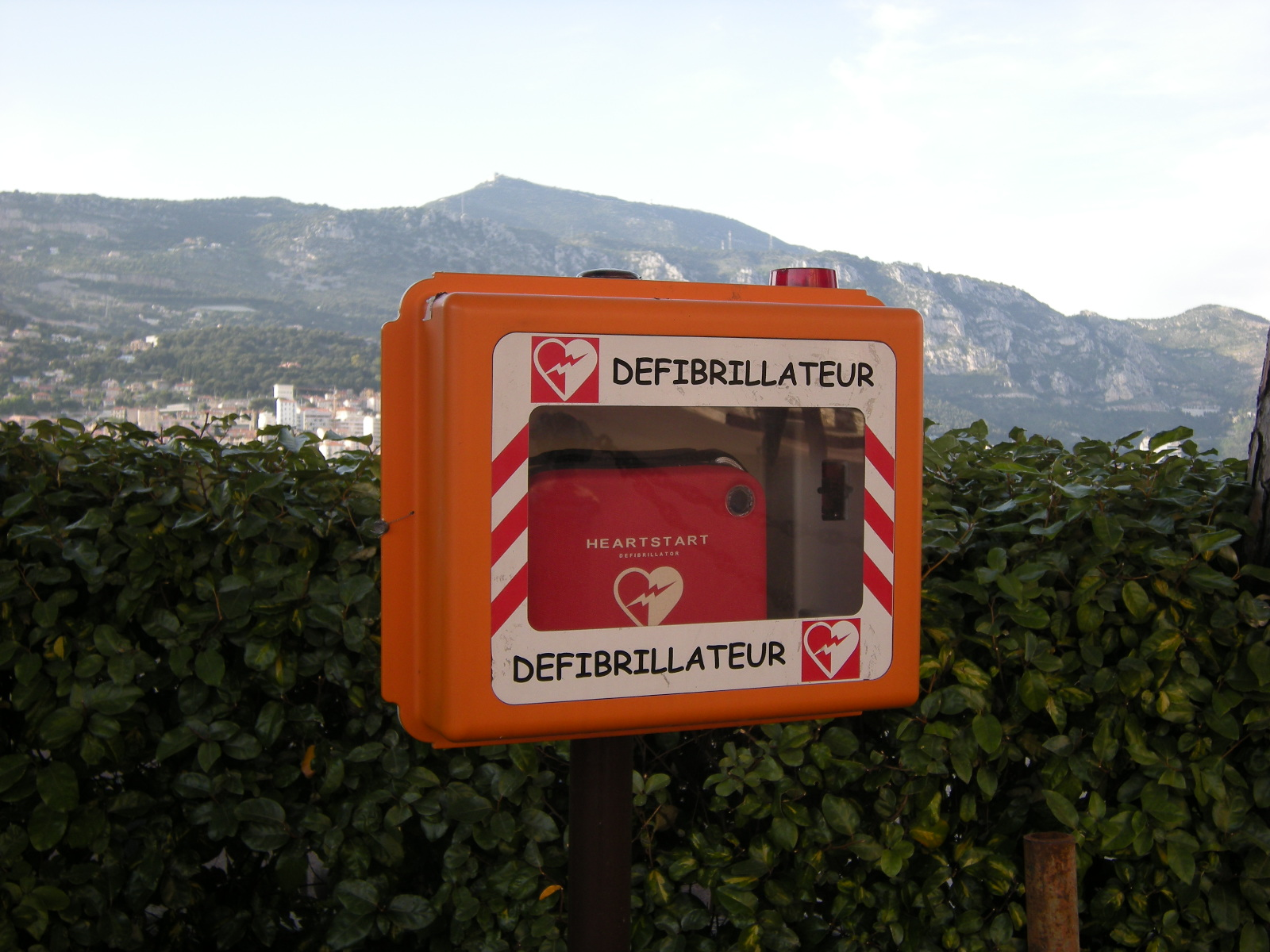
Desfibrilador público

Hay muchas terapias y técnicas que pueden ser utilizados por los médicos y enfermeros para tratar de mantener la vida del paciente. Algunos ejemplos incluyen:
- Sonda de alimentación
- La nutrición parenteral total
- La ventilación mecánica
- Bypass cardiopulmonar u OMEC
- Cateterismo urinario
- Diálisis
- La reanimación cardiopulmonar
- Desfibrilación
- Marcapasos artificial

Estas técnicas se aplican con mayor frecuencia en Urgencias, Unidad de Cuidados Intensivos y quirófanos. Como las tecnologías de soporte vital han mejorado se utilizan cada vez más fuera del entorno hospitalario. Por ejemplo, un paciente que requiere un ventilador para la supervivencia es comúnmente dado de alta con estos dispositivos. Otro ejemplo incluye la presencia de desfibriladores externos automáticos en lugares públicos, que permiten a los ciudadanos de a pie ofrecer soporte vital en un ambiente prehospitalario.
Normalmente, se utiliza el soporte vital para mantener la vida del paciente mientras que la lesión o enfermedad subyacente están siendo tratados o evaluados para el pronóstico. Las técnicas de soporte vital también pueden ser utilizados de forma indefinida si la condición médica subyacente no se puede corregir, pero aun así llega a ser posible en muchos casos mantener una calidad de vida razonable.

## Bioética
Como la tecnología sigue avanzando en el campo de la medicina, también lo hacen las opciones disponibles para la asistencia médica. Con respeto a la autonomía de los pacientes, estos y sus familiares son capaces de tomar sus propias decisiones sobre el mantenimiento del soporte vital o sobre si se debe acelerar la muerte. Cuando los pacientes y sus familias se ven obligados a tomar decisiones sobre el soporte vital como una forma de dar el final a su vida o un tratamiento de emergencia, surgen a menudo diversos dilemas éticos. Cuando un paciente tiene una enfermedad terminal o se encuentra seriamente enfermo, las intervenciones médicas pueden salvar o prolongar la vida del paciente. Debido a que dicho tratamiento está disponible, las familias se enfrentan a menudo con la cuestión moral de aceptar o no el soporte vital para el enfermo. Entre el 60 y el 70 % de los pacientes gravemente enfermos no será capaz de decidir por sí mismos si desean o no limitar los tratamientos, incluidas las medidas de soporte vital. Esto provoca que a menudo sean los familiares o amigos quienes tengan que tomar estas difíciles decisiones.
Pacientes y familiares que deseen limitar el tratamiento suministrado al paciente pueden ordenar un No RCP (Reanimación CardioPulmomar) o un No Intubar. Estas órdenes establecen que el paciente no desea recibir estas formas de soporte vital. Generalmente, un No RCP y un No Intubar están justificados para pacientes que no podrían beneficiarse de una reanimación cardiopulmonar o pacientes que tienen una mala calidad de vida antes de la RCP o la intubación y no desean prolongar el proceso de muerte.
Otro tipo de soporte vital que provoca problemas éticos es la colocación de una sonda de alimentación. Las decisiones acerca de la hidratación y la nutrición son generalmente las más desafiantes en el terreno ético cuando se trata de poner fin a la vida. En 1990, la Corte Suprema de Estados Unidos dictaminó que la nutrición artificial y la hidratación no son diferentes de otros tratamientos de soporte vital. Debido a esto, la nutrición e hidratación artificiales pueden ser rechazadas por un paciente o su familia. Una persona no puede vivir sin comida ni agua, por tanto se ha argumentado que el rechazo de la alimentación e hidratación del paciente es similar al acto de matarlo e incluso a permitir que la persona muera. Este tipo de muerte voluntaria es referido como la eutanasia pasiva.